# Cúp quốc gia Wales 1939–40
Cúp quốc gia Wales FAW 1939–40 là mùa giải thứ 59 của giải đấu bóng đá loại trực tiếp hàng năm dành cho các đội bóng ở Wales.

## Từ viết tắt
Tên giải đấu nằm sau tên các câu lạc bộ.
- B&DL - Birmingham & District League
- FL D2 - Football League Second Division
- FL D3N - Football League Third Division North

## Vòng Bốn
Vòng này bao gồm 8 đội thắng ở vòng Ba và 18 đội bóng mới.
| Số thứ tự trận | Đội nhà          | Tỉ số | Đội khách       |
| -------------- | ---------------- | ----- | --------------- |
| 1              | Chester (FL D3N) | 4–2   | Shrewsbury Town |

## Vòng Năm
Vòng này bao gồm 10 đội thắng ở vòng Bốn. Cardiff City, Chester và Southport đi thẳng vào vòng Sáu.

## Vòng Sáu
Vòng này bao gồm 5 đội thắng ở vòng Năm và Cardiff City, Chester và Southport.
| Số thứ tự trận | Đội nhà          | Tỉ số | Đội khách              |
| -------------- | ---------------- | ----- | ---------------------- |
| 1              | Chester (FL D3N) | 1–3   | Wellington Town (B&DL) |

## Bán kết
Trận đá lại giữa Wellington Town và New Brighton diễn ra ở Shrewsbury.
| Số thứ tự trận | Đội nhà                | Tỉ số | Đội khách              |
| -------------- | ---------------------- | ----- | ---------------------- |
| 1              | Swansea Town (FL D2)   | 1–0   | Newport County (FL D2) |
| 2              | Wellington Town (B&DL) | 0–0   | New Brighton (FL D3N)  |
| đá lại         | Wellington Town (B&DL) | 4–2   | New Brighton (FL D3N)  |

## Chung kết
Trận Chung kết diễn ra tại Shrewsbury.
| Số thứ tự trận | Đội nhà                | Tỉ số | Đội khách            |
| -------------- | ---------------------- | ----- | -------------------- |
| 1              | Wellington Town (B&DL) | 4–0   | Swansea Town (FL D2) |